# 石黒敬章
石黒 敬章（いしぐろ けいしょう、1941年 - ）は、日本のコレクター、古写真研究家。ゆうもあくらぶ事務局長、日本写真芸術学会評議員。父は、柔道家・エッセイストの石黒敬七。

## 略歴
1964年、早稲田大学商学部卒業。東京12チャンネル（現・テレビ東京）に勤務。1966年、父のコレクションを引継ぎ、石黒コレクション保存会設立。
世界の蚤の市を取材して、『太陽』（平凡社）などで紹介の傍ら、集めた骨董品の販売催事や「珍しい時計展」「世界の珍品展」など展覧会を開催、珍品マニアの先駆けとなる。また、ユーモア発明家として「ゆうもあ珍発明展」を企画、珍発明の仕掛け人でもある。「「石黒旦那ユーモア・コレクション・とんちン館」「黒船館」など資料館設立の企画監修。
幕末・明治期の写真を収集し、写真に係わる随筆や、古写真集の制作を手掛ける。

## 番組出演
- 『chouchou』 テレビ朝日 （テーマ：明治の美女写真・2017年4月23日放送）

## 著書

### 単著
- 『幕末・明治のおもしろ写真』平凡社<コロナ・ブックス>、1996年
- 『続 幕末・明治のおもしろ写真』平凡社<コロナ・ブックス>、1998年
- 『びっくりヌード・おもしろポルノ:日本裸体写真百年史:石黒コレクション』平凡社<コロナ・ブックス>、2002年
- 『ビックリ東京変遷案内:石黒コレクション』平凡社<コロナ・ブックス>、2003年
- 『幕末明治の肖像写真』角川学芸出版、2009年
- 『明治の東京写真 新橋・赤坂・浅草』角川学芸出版、2011年
- 『明治の東京写真 丸の内・神田・日本橋』角川学芸出版、2011年
- 『こんな写真があったのか:幕末明治の歴史風俗写真館』角川学芸出版、2014年

### 共著
- （犬塚孝明との共著）『明治の若き群像:森有礼旧蔵アルバム』平凡社、2006年

### 編著
- 石黒敬七コレクション保存会（編）『がらくた美術』大陸書房、1975年
- 石黒敬七コレクション保存会（編）『開化写真鏡：写真にみる幕末から明治へ』、大和書房、1975年
- 『なつかしき東京 : 総天然色写真版 石黒コレクション』講談社<講談社カルチャーブックス>、1992年
- 『明治期のポルノグラフィ』新潮社<フォト・ミュゼ>、1996年
- 『下岡蓮杖写真集』新潮社、1999年
- 『明治・大正・昭和東京写真大集成』新潮社、2001年（解説も担当）

### 共編著
- （滝錬太郎との共編）『明治期の海水着美人』新潮社<フォト・ミュゼ>、1997年
- （渋谷雅之・倉持基・土方愛・森重和雄との共著で編集も担当）『英傑たちの肖像写真:幕末明治の真実』渡辺出版、2010年

### その他
- 安城市歴史博物館（編）『写された幕末・明治：石黒コレクション:企画展』安城市歴史博物館、2000年（解説を担当）
- マリサ・ディ・ルッソ『大日本全国名所一覧：イタリア公使秘蔵の明治写真帖』平凡社、2001年（監修を担当）
- 東京都写真美術館監修『下岡蓮杖 日本写真の開拓者 (Shimooka Renjō:: A Pioneer of Japanese Photography) 』国書刊行会、2014年